# Jacuzzi al passat
Jacuzzi al passat (títol original en anglès: Hot Tub Time Machine) és una pel·lícula estatunidenca de 2010 dirigida per Steve Pink i protagonitzada per John Cusack, Rob Corddry, Craig Robinson i Clark Duke. És la preqüela de Hot Tub Time Machine 2 de 2015. La pel·lícula es va doblar al català.

## Argument
John Cusack i dos amics, interpretats per Rob Corddry i Craig Robinson, van a passar un cap de setmana a una estació d'esquí, juntament amb el nebot de Cusack el jove Nerack (Clark Duke). Un jacuzzi que funciona malament es converteix en un portal de l'espaitemps i els du als anys 1980.

## Repartiment
- John Cusack com a Adam Yates
  - Jake Rose com a l'Adam jove
- Rob Corddry com a Lou "Violador" Dorchen
  - Brook Bennett com a Lou jove
- Craig Robinson com a Nick Webber-Agnew
  - Aliu Oyofo com a Nick jove
- Clark Duke com a Jacob Yates
- Chevy Chase com al reparador
- Collette Wolfe com a Kelly Yates
- Crispin Glover com a Phil Wedmaier
- Sebastian Stan com a Blaine
- Lizzy Caplan com a April Drennan
- Crystal Lowe com a Zoe
- Kellee Stewart com a Courtney Agnew
  - Odessa Rojen com a Courtney de nou anys
- Lyndsy Fonseca com a Jenny
- Charlie McDermott com a Chaz
- Jessica Paré com a Tara
- William Zabka com a Rick Steelman
- Josh Heald com a Terry
- Thomas Lennon (no acreditat) com a un client
- Lynda Boyd (no acreditat) com a la secretària de l'Adam
- Diora Baird (no acreditat) com a la Sra. Steelman
- Rob LaBelle (no acreditat) com a Stewart